# Коалиција Домовина
Коалиција Домовина је коалиција коју чини неколико бошњачких и једна хрватска политичка странака, које су пријавиле учешће на изборима за Народну скупштину Републике Српске 2014. године, те учешће за избор предсједника РС 2014. године. Коалицију је сачињавало 5 странака: СзБиХ, СДА, ХСП БиХ, СББ БиХ и ДФ.
На изборима за НСРС 2014. године су освојили 5 посланичких мјеста, 4 су припала странци СДА, а једно ХСП БиХ. Када су два посланика СДА изабрана на министарска мјеста у Влади ФБиХ, те на нивоу БиХ, њихова мјеста су попуњена са по једним послаником СДА и СзБиХ.
У трци за предсједника РС, њихов кандидат Рамиз Салкић је освојио највише гласова из реда бошњачког народа, и постао је потпредсједник Републике Српске.